# AB Sommelii fabriker

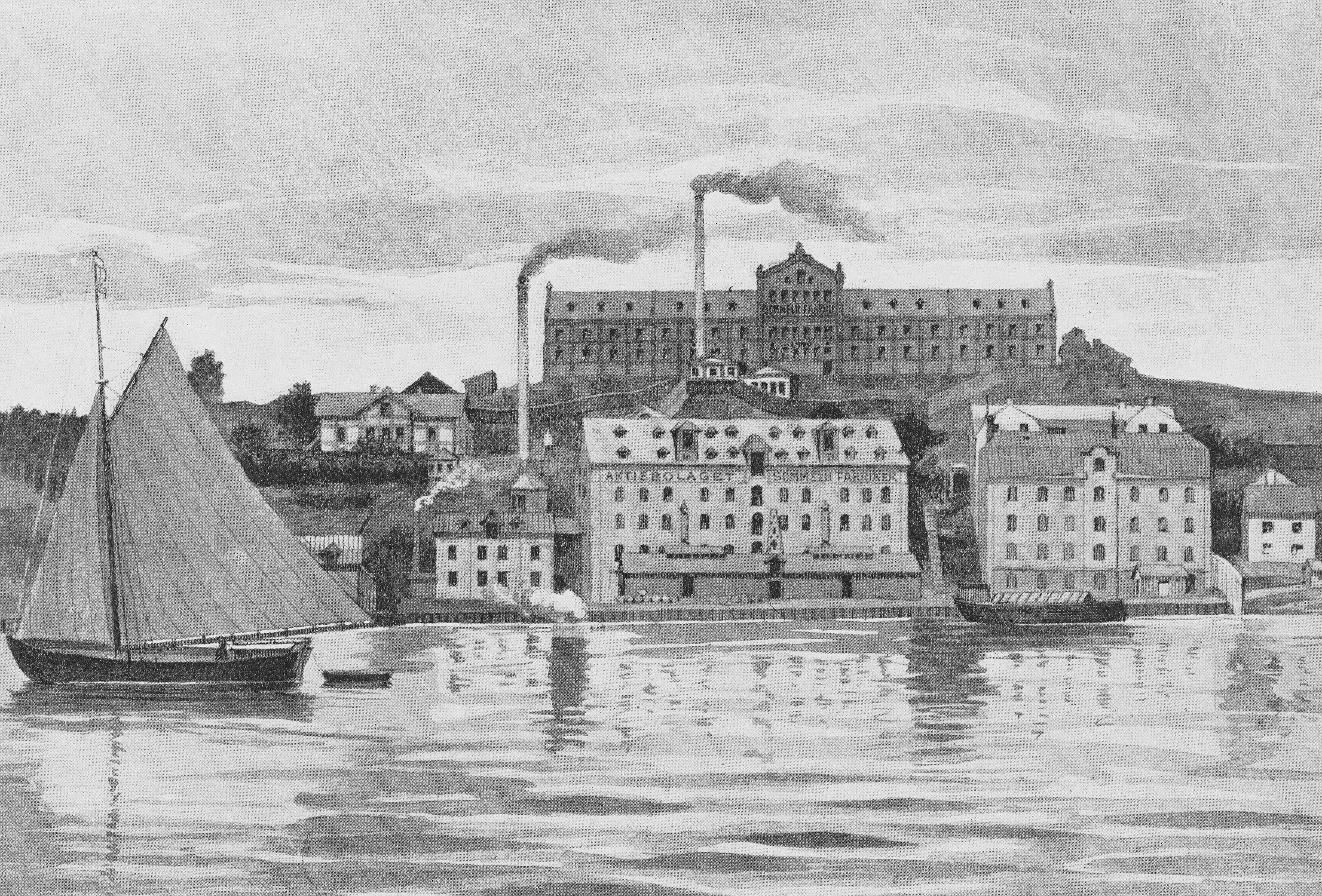
AB Sommelii Fabriker vid Henriksborg, 1890-tal. På berget syns övre fabriken, nedanför ligger nedre fabriken och till höger om den "Gula huset".

AB Sommelii fabriker var en industrianläggning belägen i det tidigare industriområdet Henriksborg på nordvästra Sicklaön i nuvarande Nacka kommun. Fabriken var ett oljeslageri som förädlade linolja och rapsolja samt tillverkade linoleummattor, vaxdukar och andra oljeimpregnerade produkter. Verksamheten existerade under olika namn och former mellan 1841 och ända in på 1960-talet.

## Historik

### Verksamheten vid Stadsgården

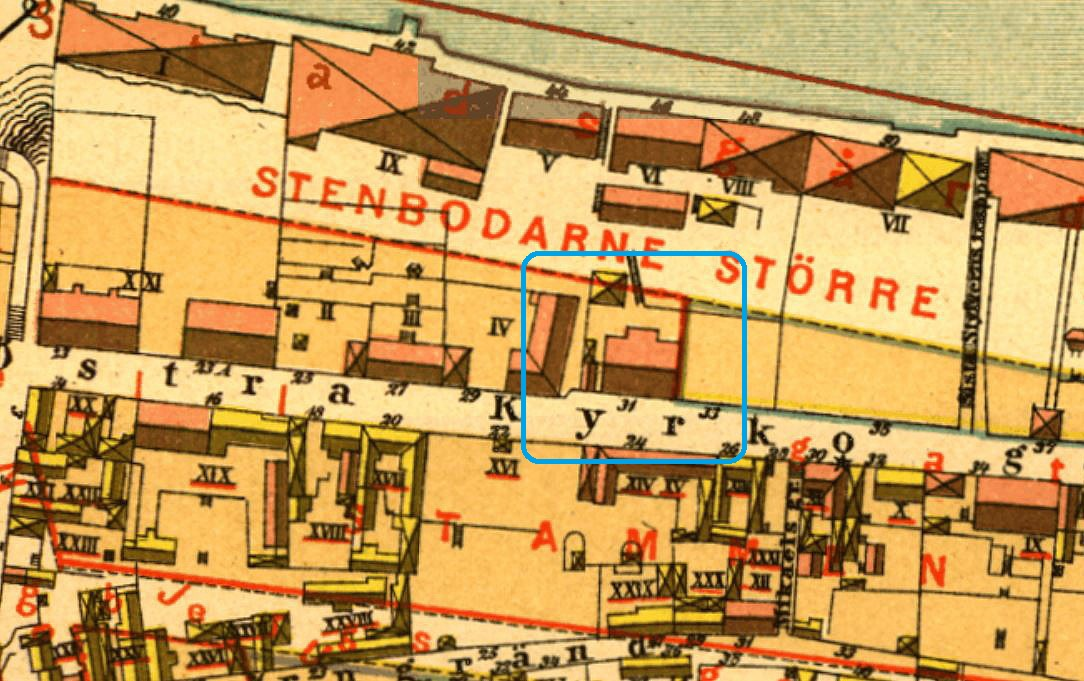
Fjällgatan med Sommelius hus (i blå ram), 1880-tal. Oljeslageriet låg vid kajen.

AB Sommelii fabriker grundades 1841 som Sommelii Oljeslageri AB av affärsmannen Gustaf Nils Petter Sommelius (1801–1862). Fabriken låg då på Stadsgården (Södermalm) i kvarteret Stenbodarne större, ungefär på platsen för nuvarande Fotografiska. Sommelius fabrik var på 1850-talet det största svenska företaget inom oljetillverkningen. Han hade stor fördel av sitt oljeslageris placering i Stadsgården, eftersom de fartyg som anlände med frön och linser från in- och utlandet kunde lossa direkt från båten till fabriken. Sommelius verksamhet gick bra och han blev snart en välbeställd man med fyra egna fastigheter i Gamla stan, bland dem Räntmästarhuset vid Skeppsbron. Han skapade sig även en förmögenhet genom att idka pantlånerörelse, och i samband med olika konkurser blev han känd för sitt hårdhänta sätt att indriva skulder.
Sommelius familj bodde efter 1865 strax ovanför fabriksområdet vid nuvarande Fjällgatan 31 i det efter honom uppkallade Sommelius hus. Via en trappa kunde man gå ner till fabriken. Tre år innan huset färdigställdes avled Sommelius. Rörelsen hade då tagits över av familjen Brinck, det vill säga Sommelius dotter Sofia Matilda Gustafva tillsammans med sin man, grosshandlaren Edvard Brinck. Han hade tidigare varit bokhållare hos affärsmannen Frans Schartau, där även Sommelius varit anställd. Sommelius kom sedermera i sitt testamente tacka sin svärfar Frans Schartau för "sin uppkomst och framgång i världen" och förordnade Schartau till förmyndare för sitt enda barn, dottern Sofia Matilda Gustafva. Idag är huset vid Fjällgatan det enda som finns kvar efter Sommelius företag vid Stadsgården.

### Verksamheten vid Henriksborg

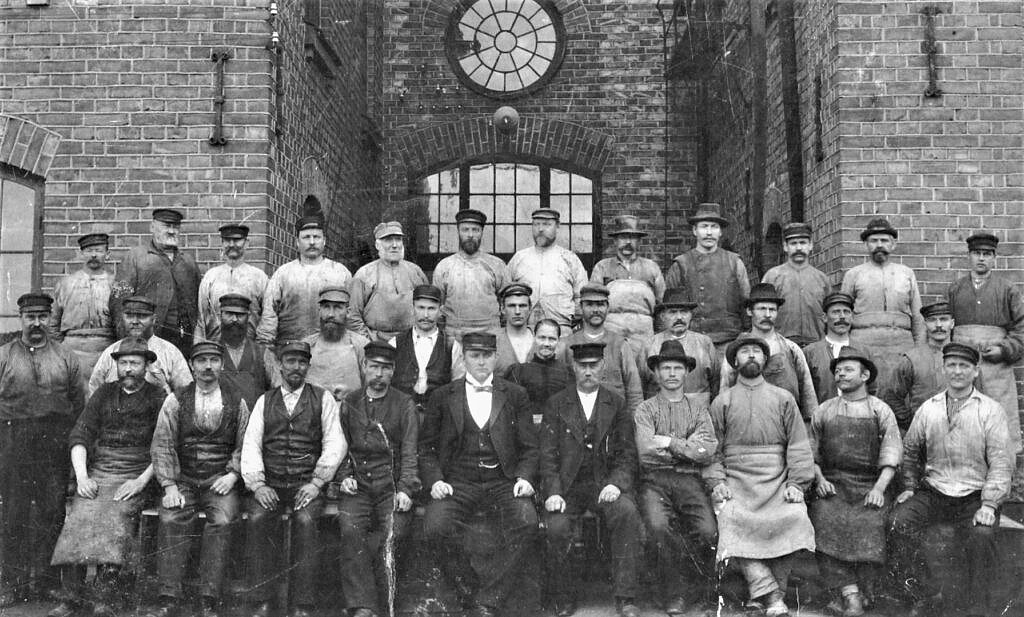
Företagets manliga personal samlat framför övre fabriken på 1890-talet.

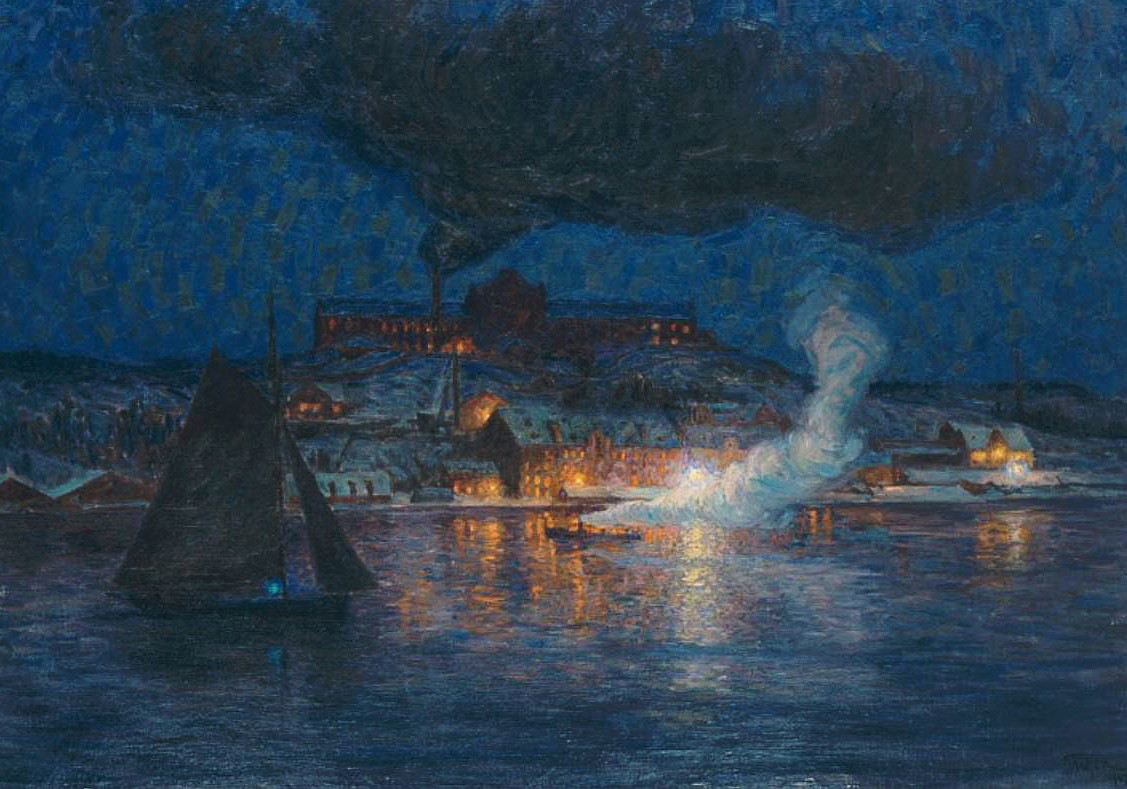
"Utsikt mot oljefabriken från Waldemarsudde", målning av Prins Eugen.

År 1888 flyttade verksamheten lite längre österut till kajen vid Henriksborg där man övertog en äldre byggnad som tidigare varit ett saltsjuderi och Danviks dårhus. Den före detta hospitalsbyggnaden blev bostadshus för arbetarna och direkt öster om den uppfördes en ny fabriksbyggnad i rött tegel. 
År 1894 ombildades firman till aktiebolaget AB Sommelii fabriker. Verkställande direktör för det nya bolaget blev Erik Lovén. Samma år lät företaget uppföra en ny stor fabrik, kallad "övre fabriken" eller "mattfabriken", på Henriksborgsklippan söder om den äldre fabriken. Här kokades den råa linoljan från den nedre fabriken och man tillverkade linoleummattor, vaxdukar, oljeställ och andra oljeimpregnerade artiklar. I början hade oljeslageriet 34 arbetare och mattfabriken på berget 76, därav var hälften kvinnor. Man poängterade särskilt att företaget inte använde minderårig arbetskraft.
Den monumentala byggnaden i rött tegel var 90 meter lång och 20 meter bred, hade två våningar och ett markant mittparti som reste sig ytterligare 1½ våningar över taket. Anläggningen var mycket modern för sin tid och lokalerna beskrevs av tidningar som "ljusa och luftiga". Få fabriksbyggnader av denna storlek har byggts så snabbt som denna. Från det att projekteringen startat tog det bara ett halvår innan fabriken levererade sina första produkter. Detta till trots att byggplatsen knappast var vald med tanke på lättillgängligheten. För att få upp byggmaterialet på berget anlade man en brant linbana från stranden. På äldre illustrationer och fotografier syns ytterligare byggnader på terrassen mellan övre och nedre fabriken, bland dem en större villa, eventuellt  disponentvillan, samt två mindre förråd av trä med sadeltak.
Fabriken var direkt från början elektrifierad. Byggnadens lokaler belystes av över 600 glödlampor. Det fanns en ångmaskin både i fabriken vid kajen och en uppe på berget. Huset blev ett dominant inslag i stadsbilden och lyste på kvällar och nätter lång väg över Stockholms inlopp vilket inspirerade Prins Eugen till flera  målningen bland dem Utsikt mot oljefabriken från Waldemarsudde. Han hade sin ateljé på Waldemarsudde mittemot och kunde se hela anläggningen. I denna målning har Eugen intresserat sig för kontrasterna mellan den mörka tunga fabriksröken och ångbåtens ljusa flyktiga rökpelare samt mellan himlens blå-svarta toner och det inbjudande varma ljuset från fabriksfönstren som också reflekteras i vattnet.
År 1914 bildades Aktiebolaget Henriksborgs Fabriker där AB Sommelii Fabriker var delägare. Bolagets ändamål var framställning av matfetter enligt nobelpristagaren Paul Sabatiers metod eller som det hette i bolagsordningen: att drifva fabriksrörelse för förädling af flytande fettämnen, att idka handel med dylika produkter... Verkställande direktör för företaget fram till 1920 var Hjalmar Heimbürger.

### Sammanslagning
År 1916 bildades Svenska Oljeslageriaktiebolaget (SOAB) genom en sammanslagning av AB Sommelii Fabriker på Henriksborg och M.E. Delbanco som hade oljeslageri i Mölndal, utanför Göteborg. Verkställande direktör för det nya företaget blev ingenjör Hakon Leffler, sondotterson till Mendel Elias Delbanco, firman M.E. Delbancos grundare. Direktör vid Stockholmsfabriken var Per Wising, tidigare under många år anställd vid AB Sommelii fabriker. Vid båda anläggningar sysselsättas i genomsnitt omkring 150 medarbetare. Svenska Oljeslageriaktiebolagets Stockholmsfabrik var i drift ända in på 1960-talet då den övre fabriken revs.

## Efter industritiden

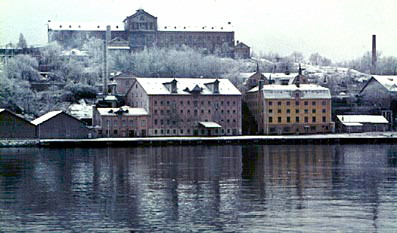
Övre och nedre fabriken strax före rivningen i början av 1960-talet.

I slutet av 1960-talet förvärvade Kooperativa Förbundet (KF) hela fastigheten Henriksborg som omfattade området från kajen vid Saltsjön ända upp till Henriksborgsklippan. På klippan, tidigare platsen för AB Sommeliis övre fabriksbyggnad, fanns planer på att uppföra Folksams nya huvudkontor. Folksamhuset kom dock att placeras vid Skanstull. Istället byggdes under 1970-talets andra hälft ett stort radhusområde av HSB, kallat Henriksborg, efter ritningar av arkitekt Olof Ellner. 
Den nedre fabriken med kajanläggningen fungerade i mitten av 1970-talet som historisk kuliss vid filminspelningen av långfilmen Mina drömmars stad av Per Anders Fogelström. 1982 nyttjades byggnaden av ett konstnärskollektiv för olika installationer i det gemensamma projektet "Ibid". Efter utställningen drabbades byggnaden av ett pyromandåd och revs samma år. På platsen för Sommeliis nedre fabriksbyggnad, idag kallad "Danviks strand", uppförde JM fem bostadshus som blev inflyttningsklara 2004–2006.
Av den ursprungliga bebyggelsen kvarstår enbart den gamla saltbruks- eller dårhusbyggnaden ("Gula huset") vid Västra Finnbodavägen 9 som numera inhyser bostadsrättslägenheter och ett mindre tegelhus intill "Gula huset" samt ett gammalt linoljeförråd mittemot vid Västra Finnbodavägen 8. Det senare är en tvåvåningsbyggnad uppfört av tuktat fältsten. I muren syns X-formade ankarslut som brukade användas under 1700- och 1800-talen. Det är inte klarlagt huruvida byggnaden härstammar från oljeslageriets etablering 1888 eller om den uppfördes tidigare. Byggnaden användes senast som förråd men utgör ett viktigt historiskt dokument över en svunnen industriepok, och föreslås bli ombyggd till kontor eller hotell.

### Nutida bilder

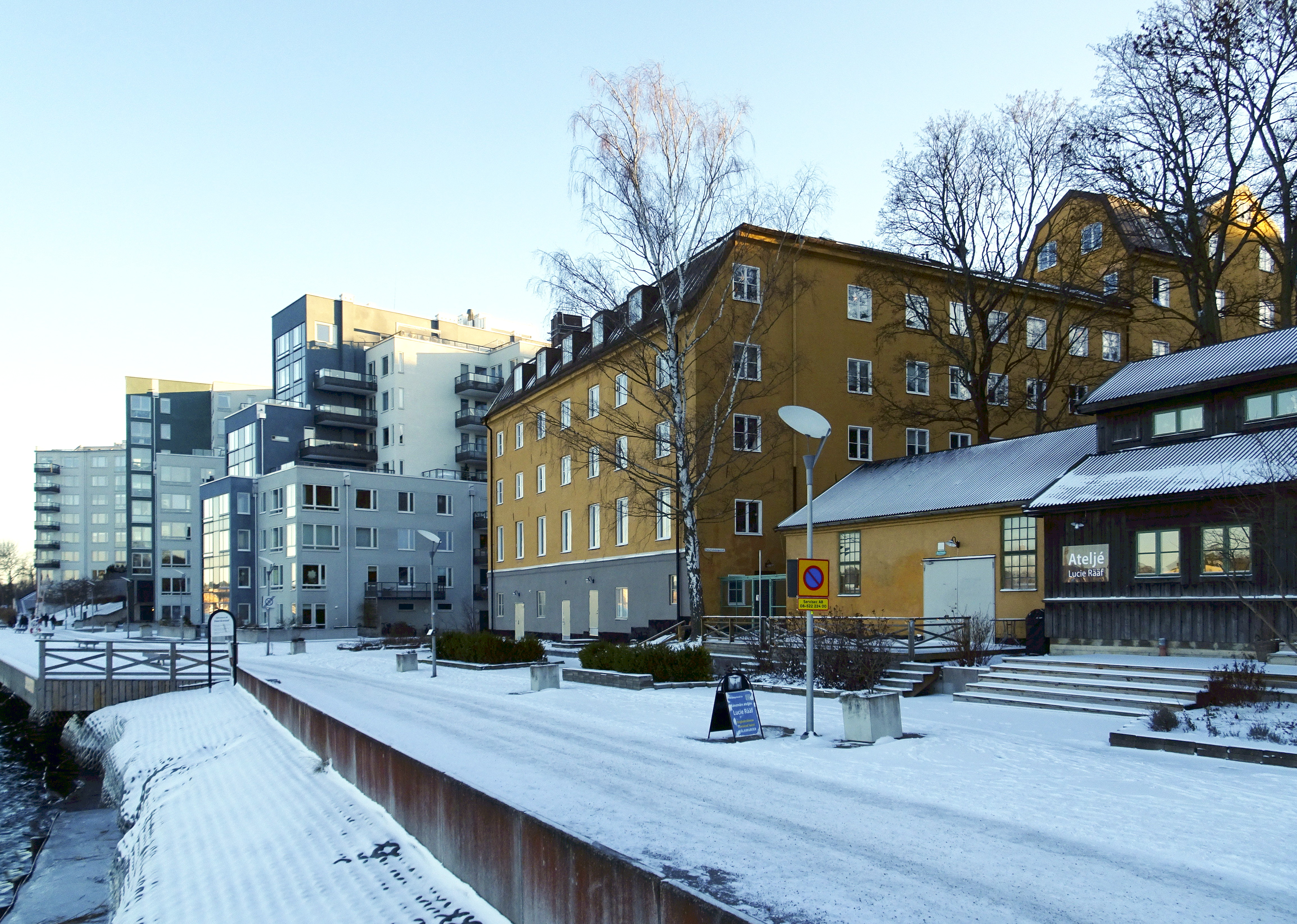
Danviks strand med "Gula huset" (f.d. dårhuset) och nya bostadshus från 2006.
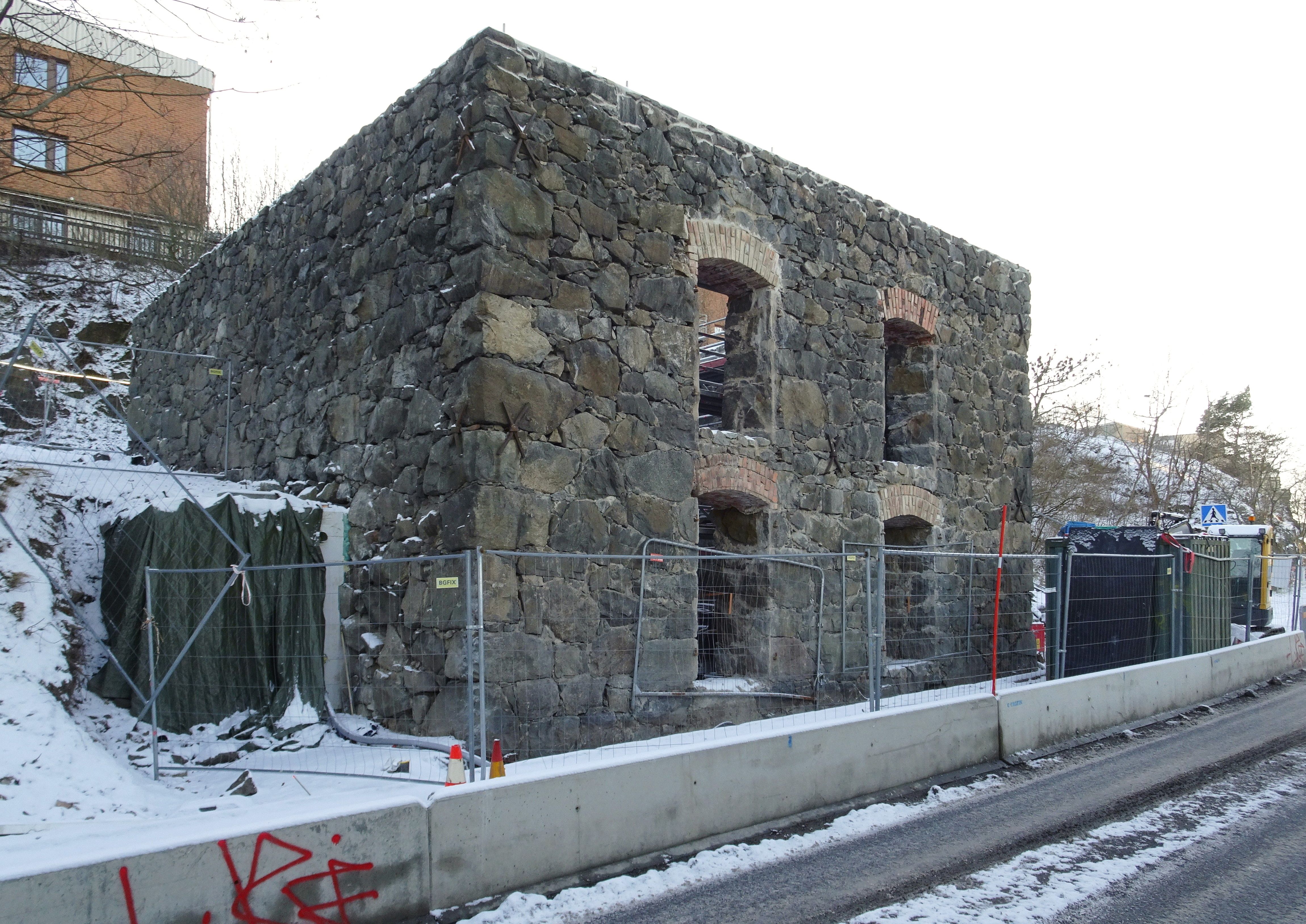
Sommelii fabrikers före detta linoljelager vid Västra Finnbodavägen 8.
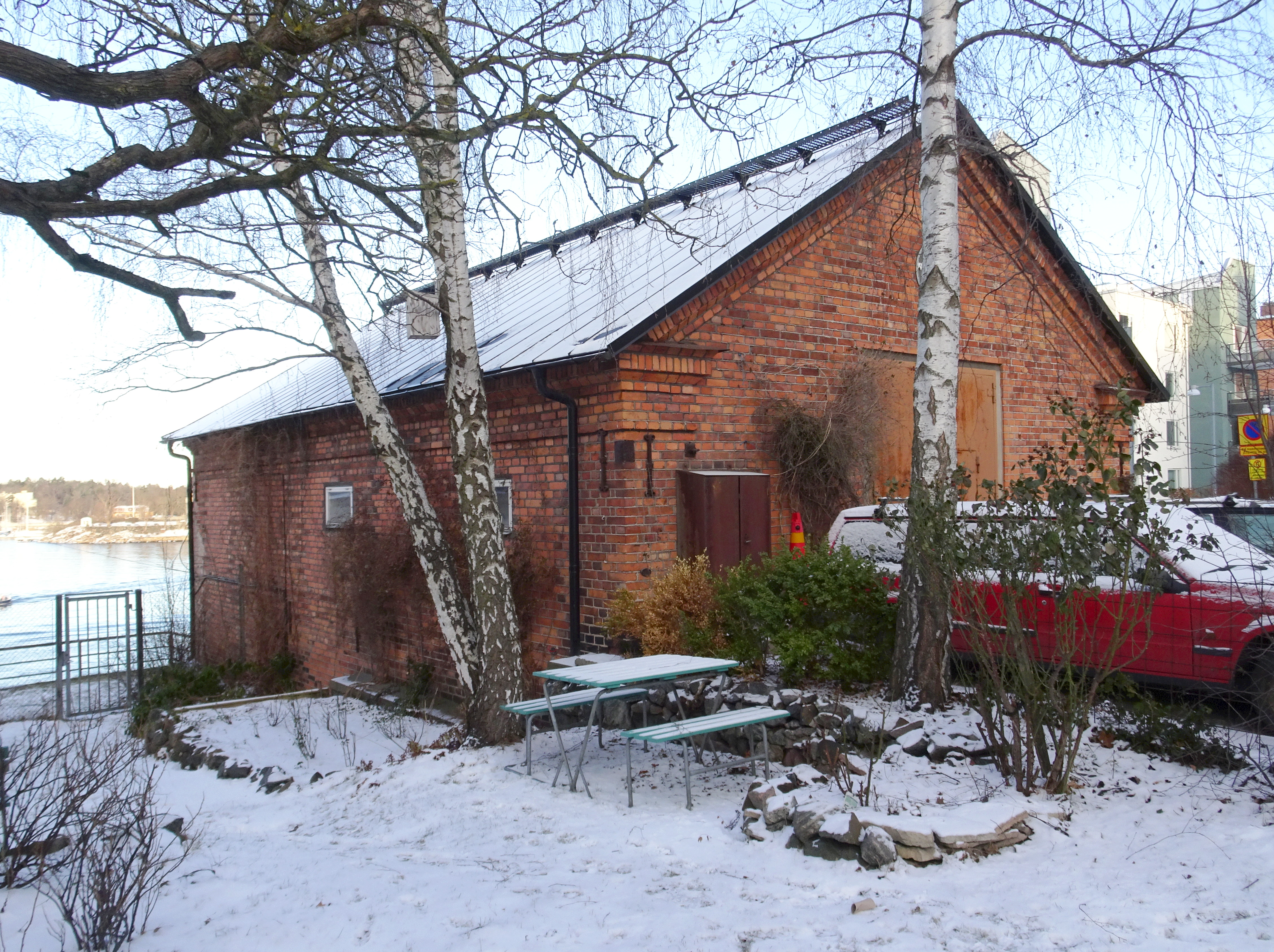
Tegelhus efter Sommelii fabriker vid Västra Finnbodavägen 9.
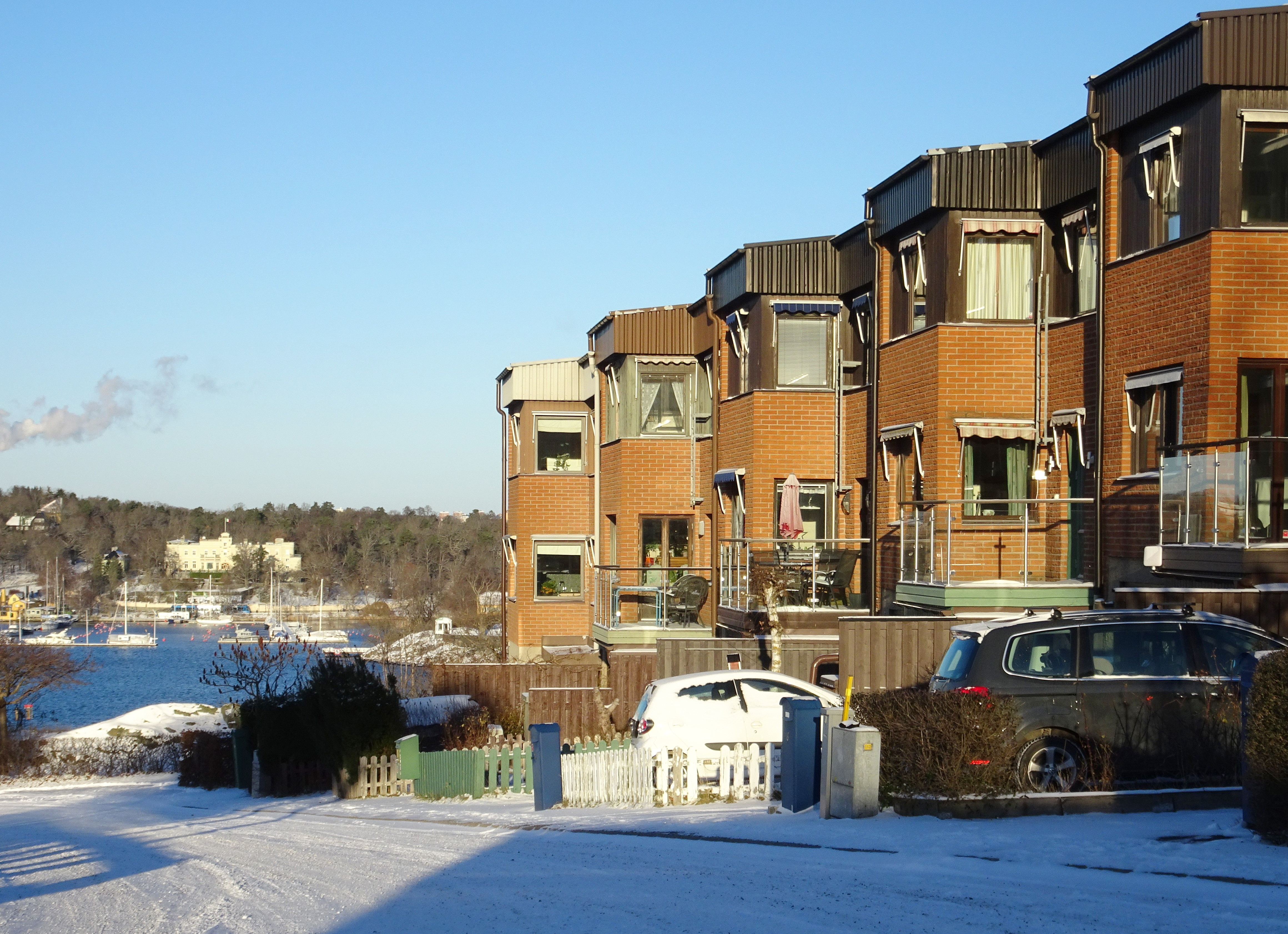
Radhusområdet "Henriksborg" från 1970-talet på Henriksborgsklippan.